# Distretti della Libia

Distretti della Libia

I distretti della Libia (in arabo: sha'biyat, sing. sha'biyah) sono la suddivisione amministrativa di primo livello del Paese. 
La loro istituzione risale al 1995, quando fu abolito il sistema basato sulle municipalità (baladiyat), istituito nel 1983 contestualmente alla soppressione dei governatorati (muhafazat).

## Cronistoria
In sintesi:
- nel 1983 furono istituite 46 municipalità;
- nel 1987 il loro numero fu ridotto a 25;
- nel 1995 le municipalità furono sostituite dai distretti, inizialmente pari a 13;
- nel 1998 il loro numero fu elevato a 26;
- nel 2001 i distretti divennero 32;
- nel 2007 furono ridotti a 22.

## Lista
| Localizzazione | Regione      | Nome               | Nome in arabo | Capoluogo | Popolazione (2006) | Superficie (km²) |
| -------------- | ------------ | ------------------ | ------------- | --------- | ------------------ | ---------------- |
|                | Cirenaica    | al-Butnan          | البطنان       | Tobruch   | 159 536            | 84 996           |
|                | Cirenaica    | al-Jabal al-Akhdar | الجبل الاخضر  | Beida     | 203 156            | 11 429           |
|                | Tripolitania | al-Jabal al-Gharbi | الجبل الغربي  | Garian    | 304 159            | 76 717           |
|                | Cirenaica    | al-Marj            | المرج         | al-Marj   | 185 848            | 13 515           |
|                | Tripolitania | al-Murgub          | المرقب        | Homs      | 432 202            | 6 796            |
|                | Tripolitania | al-Nuqat al-Khams  | النقاط الخمس  | Zuara     | 287 662            | 6 089            |
|                | Cirenaica    | al-Wahat           | الواحات       | Agedabia  | 177 047            | 108 523          |
|                | Cirenaica    | Bengasi            | بنغازي        | Bengasi   | 670 797            | 11 372           |
|                | Cirenaica    | Cufra              | الكفرة        | Cufra     | 50 104             | 433 611          |
|                | Cirenaica    | Derna              | درنة          | Derna     | 163 351            | 31 511           |
|                | Fezzan       | Ghat               | غات           | Ghat      | 23 518             | 68 482           |
|                | Tripolitania | Gefara             | الجفارة       | Gefara    | 453 198            | 2 666            |
|                | Fezzan       | Giofra             | الجفرة        | Hon       | 52 342             | 139 038          |
|                | Tripolitania | Misurata           | مصراتة        | Misurata  | 550 938            | 29 172           |
|                | Fezzan       | Murzuch            | مرزق          | Murzuch   | 78 621             | 356 308          |
|                | Tripolitania | Nalut              | نالوت         | Nalut     | 93 224             | 67 191           |
|                | Fezzan       | Sebha              | سبها          | Sebha     | 134 162            | 17 066           |
|                | Tripolitania | Sirte              | سرت           | Sirte     | 141 378            | 86 399           |
|                | Tripolitania | Tripoli            | طرابلس        | Tripoli   | 1 065 405          | 835              |
|                | Fezzan       | Wadi al-Hayaa      | وادي الحياة   | Ubari     | 76 858             | 31 485           |
|                | Fezzan       | Wadi al-Shatii     | وادي الشاطئ   | Brach     | 78 532             | 90 244           |
|                | Tripolitania | Zawiya             | الزاوية       | Zawiya    | 290 993            | 2 753            |

## Evoluzione storica

### 1995-1998
Nel 1995, il sistema basato sulle municipalità lasciò il posto a quello fondato sui distretti. Questi erano pari a 13.
- al-Butnan
- al-Jabal al-Akhdar
- al-Jabal al-Gharbi
- al-Wahat
- al-Wusta
- Bengasi
- Fezzan
- Giofra
- Misurata
- Naggaza
- Sawfajjin
- Tripoli
- Zawiya

### 1998-2001
Nel 1998 il numero di distretti fu portato a 26.
- al-Butnan
- al-Jabal al-Akhdar
- al-Marj
- al-Murgub
- al-Nuqat al-Khams
- al-Wahat
- Bani Walid
- Bengasi
- Cufra
- Derna
- Garian
- Gefara
- Giofra
- Gubba
- Iefren
- Misurata
- Murzuch
- Nalut
- Sabrata e Sorman
- Sebha
- Sirte
- Tarhouna e Msallata
- Tripoli
- Wadi al-Hayaa
- Wadi al-Shatii
- Zawiya

### 2001-2007

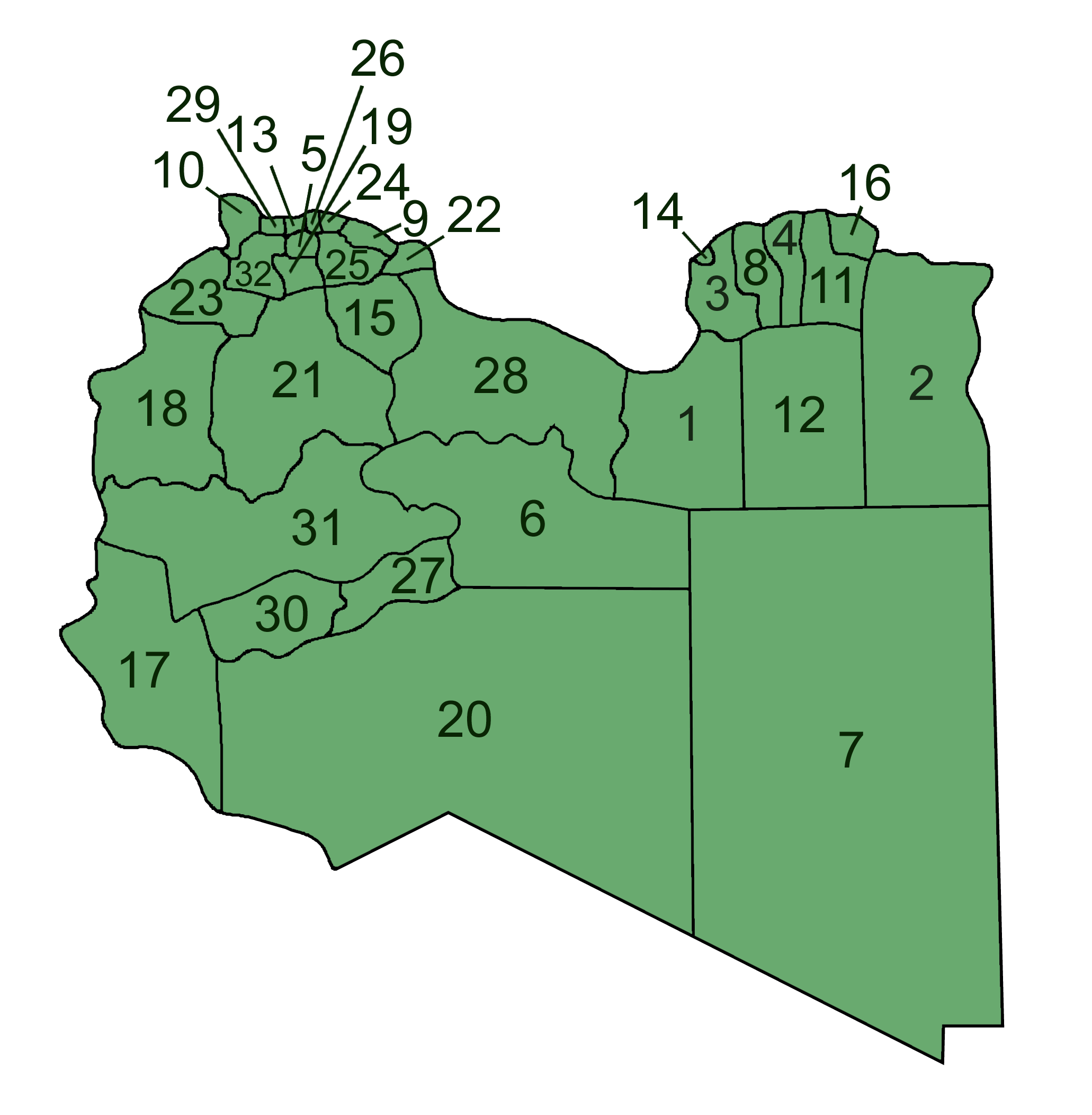
Distretti della Libia dal 2001 al 2007

Nel 2001 il numero di Distretti fu portato a 32.
| Nº | Localizzazione | Regione      | Nome                        | Nome arabo              | Capoluogo  | Popolazione (2006) | Superficie (km²) |
| -- | -------------- | ------------ | --------------------------- | ----------------------- | ---------- | ------------------ | ---------------- |
| 1  |                | Cirenaica    | Agedabia                    | إجدابيا                 | Agedabia   | 165 839            | 91 620           |
| 2  |                | Cirenaica    | al-Butnan                   | البطنان                 | Tobruch    | 144 527            | 83 860           |
| 3  |                | Cirenaica    | al-Hizam al-Akhdar          | الحزام الاخضر           | el-Abiar   | 108 860            | 12 800           |
| 4  |                | Cirenaica    | al-Jabal al-Akhdar          | الجبل الاخضر            | Beida      | 194 185            | 7 800            |
| 8  |                | Cirenaica    | al-Marj                     | المرج                   | al-Marj    | 116 318            | 10 000           |
| 9  |                | Tripolitania | al-Murgub                   | المرقب                  | Homs       | 328 292            | 3 000            |
| 10 |                | Tripolitania | al-Nuqat al-Khams           | النقاط الخمس            | Zuara      | 208 954            | 5 250            |
| 12 |                | Cirenaica    | al-Wahat                    | الواحات                 | Gialo      | 29 257             | 108 670          |
| 15 |                | Tripolitania | Bani Walid                  | بنى وليد                | Bani Walid | 77 424             | 19 710           |
| 14 |                | Cirenaica    | Bengasi                     | بنغازي                  | Bengasi    | 636 992            | 800              |
| 7  |                | Cirenaica    | Cufra                       | الكفرة                  | Cufra      | 51 433             | 483 510          |
| 16 |                | Cirenaica    | Derna                       | درنة                    | Derna      | 81 174             | 4 908            |
| 19 |                | Tripolitania | Garian                      | غريان                   | Garian     | 161 408            | 4 660            |
| 5  |                | Tripolitania | Gefara                      | الجفارة                 | Gefara     | 289 340            | 1 940            |
| 18 |                | Tripolitania | Gadames                     | غدامس                   | Gadames    | 19 000             | 51 750           |
| 17 |                | Fezzan       | Ghat                        | غات                     | Ghat       | 22 770             | 72 700           |
| 6  |                | Fezzan       | Giofra                      | الجفرة                  | Hon        | 45 117             | 117 410          |
| 11 |                | Cirenaica    | Gubba                       | القبة                   | Gubba      | 93 895             | 14 722           |
| 32 |                | Tripolitania | Iefren                      | يفرن                    | Iefren     | 117 647            | 9 310            |
| 22 |                | Tripolitania | Misurata                    | مصراتة                  | Misurata   | 360 521            | 2 770            |
| 21 |                | Tripolitania | Mizda                       | مزدة                    | Mizda      | 41 476             | 72 180           |
| 20 |                | Fezzan       | Murzuch                     | مرزق                    | Murzuch    | 68 718             | 349 790          |
| 23 |                | Tripolitania | Nalut                       | نالوت                   | Nalut      | 86 801             | 13 300           |
| 29 |                | Tripolitania | Sabrata e Sorman            | صبراته و صرمان          | Sabrata    | 152 521            | 1 370            |
| 27 |                | Fezzan       | Sebha                       | سبها                    | Sebha      | 126 610            | 15 330           |
| 28 |                | Tripolitania | Sirte                       | سرت                     | Sirte      | 156 389            | 77 660           |
| 24 |                | Tripolitania | Tagiura e al-Nawahi al-Arba | تاجوراء والنواحي الأربع | Tagiura    | 267 031            | 1 430            |
| 25 |                | Tripolitania | Tarhuna e Msallata          | ترهونة و مسلاته         | Tarhuna    | 296 092            | 5 840            |
| 26 |                | Tripolitania | Tripoli                     | طرابلس                  | Tripoli    | 882 926            | 400              |
| 30 |                | Fezzan       | Wadi al-Hayaa               | وادي الحياة             | Ubari      | 72 587             | 31 890           |
| 31 |                | Fezzan       | Wadi al-Shatii              | وادي الشاطئ             | Brach      | 77 203             | 97 160           |
| 13 |                | Tripolitania | Zawiya                      | الزاوية                 | Zawiya     | 197 177            | 1 520            |

Ai Distretti si aggiungevano poi 3 Regioni Amministrative:
| Localizzazione | Regione   | Nome                | Distretto di provenienza | Nº distretto di provenienza |
| -------------- | --------- | ------------------- | ------------------------ | --------------------------- |
|                | Fezzan    | el-Gatrun (القطرون) | Murzuch                  | 20                          |
|                | Cirenaica | Giarabub (الجغبوب)  | al-Butnan                | 2                           |
|                | Cirenaica | Marada (مرادة)      | Agedabia                 | 1                           |

La riforma del 2007 ha provveduto all'abolizione di 11 Distretti.
Di questi, 8 sono stati accorpati nei Distretti preesistenti.
I restanti 3, sono stati fusi in 1 Distretto di nuova istituzione, un tempo già esistente come Municipalità.
Complessivamente, pertanto, il numero di Distretti si è ridotto di 10 unità.
| Localizzazione | Regione      | Distretto abolito (2007)                 | Distretto abolito n° | Localizzazione di accorpamento | Regione di accorpamento | Distretto di accorpamento (2007)                                       | Distretto di accorpamento n° |
| -------------- | ------------ | ---------------------------------------- | -------------------- | ------------------------------ | ----------------------- | ---------------------------------------------------------------------- | ---------------------------- |
|                | Cirenaica    | Distretto di Agedabia                    | 1                    |                                | Cirenaica               | Distretto di al-Wahat                                                  | 12                           |
|                | Cirenaica    | Distretto di al-Hizam al-Akhdar          | 3                    |                                | Cirenaica               | Distretto di Bengasi                                                   | 14                           |
|                | Tripolitania | Distretto di Bani Walid                  | 15                   |                                | Tripolitania            | Distretto di Misurata                                                  | 22                           |
|                | Tripolitania | Distretto di Gadames                     | 18                   |                                | Tripolitania            | Distretto di Nalut                                                     | 23                           |
|                | Cirenaica    | Distretto di Gubba                       | 11                   |                                | Cirenaica               | Distretto di Derna                                                     | 16                           |
|                | Tripolitania | Distretto di Sabrata e Sorman            | 29                   |                                | Tripolitania            | Distretto di Zawiya                                                    | 13                           |
|                | Tripolitania | Distretto di Tagiura e al-Nawahi al-Arba | 24                   |                                | Tripolitania            | Distretto di Tripoli                                                   | 26                           |
|                | Tripolitania | Distretto di Tarhuna e Msallata          | 25                   |                                | Tripolitania            | Distretto di al-Murgub                                                 | 9                            |
|                | Tripolitania | Distretto di Garian                      | 19                   |                                | Tripolitania            | Distretto di al-Jabal al-Gharbi di nuova istituzione, già Municipalità |                              |
|                | Tripolitania | Distretto di Iefren                      | 32                   |                                | Tripolitania            | Distretto di al-Jabal al-Gharbi di nuova istituzione, già Municipalità |                              |
|                | Tripolitania | Distretto di Mizda                       | 21                   |                                | Tripolitania            | Distretto di al-Jabal al-Gharbi di nuova istituzione, già Municipalità |                              |

## Municipalità
Le municipalità (baladiyat) furono introdotte nel 1983, contestualmente alla soppressione dei governatorati.

### 1983-1987
Nel 1983 il numero delle municipalità fu fissato a 46.
- Agedabia
- al-Marj
- al-Zahra
- Bani Walid
- Beida
- Ben Gascir
- Ben Giauad
- Bengasi
- Brach
- Cufra
- Derna
- el-Abiar
- el-Agelat
- el-Azizia
- el-Gemil
- Garian
- Gasr Garabulli
- Gadames
- Ghat
- Giado
- Gialo
- Gianzur
- Gubba
- Homs
- Iefren
- Misurata
- Mizda
- Msallata
- Murzuch
- Nalut
- Qaminis
- Sabrata
- Sebha
- Shahhat
- Sirte
- Sorman
- Tagiura
- Tarhuna
- Tobruch
- Tocra
- Tripoli
- Ubari
- Ueddan
- Zawiya
- Zliten
- Zuara

### 1987-1995

Municipalità della Libia dal 1987 al 1995

Nel 1987 il numero delle Municipalità fu ridotto a 25.
| Regione      | Distretto | Municipalità (1987-1995) | Municipalità n° |
| ------------ | --------- | ------------------------ | --------------- |
| Cirenaica    | ?         | Agedabia                 | 1               |
| Tripolitania | ?         | el-Azizia                | 2               |
| Cirenaica    | ?         | al-Butnan                | 3               |
| Cirenaica    | ?         | al-Fatih                 | 4               |
| Cirenaica    | ?         | al-Jabal al-Akhdar       | 5               |
| Fezzan       | ?         | Giofra                   | 6               |
| Tripolitania | ?         | Homs                     | 7               |
| Cirenaica    | ?         | Cufra                    | 8               |
| Tripolitania | ?         | al-Nuqat al-Khams        | 9               |
| Fezzan       | ?         | Wadi al-Shatii           | 10              |
| Fezzan       | ?         | Ubari                    | 11              |
| Tripolitania | ?         | Zawiya                   | 12              |
| Cirenaica    | ?         | Bengasi                  | 13              |
| Cirenaica    | ?         | Derna                    | 14              |
| Tripolitania | ?         | Gadames                  | 15              |
| Tripolitania | ?         | Garian                   | 16              |
| Tripolitania | ?         | Misurata                 | 17              |
| Fezzan       | ?         | Murzuch                  | 18              |
| Fezzan       | ?         | Sebha                    | 19              |
| Tripolitania | ?         | Sawfajjin                | 20              |
| Tripolitania | ?         | Sirte                    | 21              |
| Tripolitania | ?         | Tripoli                  | 22              |
| Tripolitania | ?         | Tarhuna                  | 23              |
| Tripolitania | ?         | Iefren                   | 24              |
| Tripolitania | ?         | Zliten                   | 25              |